# Hammeville
Pour l’article ayant un titre homophone, voir Ammeville.
Hammeville est une commune française située dans le département de Meurthe-et-Moselle, en région Grand Est.

## Géographie
| Parey-Saint-Césaire |            | Houdreville |
| Vitrey              | Hammeville |             |
| Ognéville           |            | Vézelise    |

### Hydrographie
La commune est dans le bassin versant du Rhin au sein du bassin Rhin-Meuse. Elle est drainée par le ruisseau d'Uvry,.
Le ruisseau d'Uvry, d'une longueur de 13 km, prend sa source dans la commune de Crépey et se jette  dans le Brénon à Vézelise, après avoir traversé sept communes. 

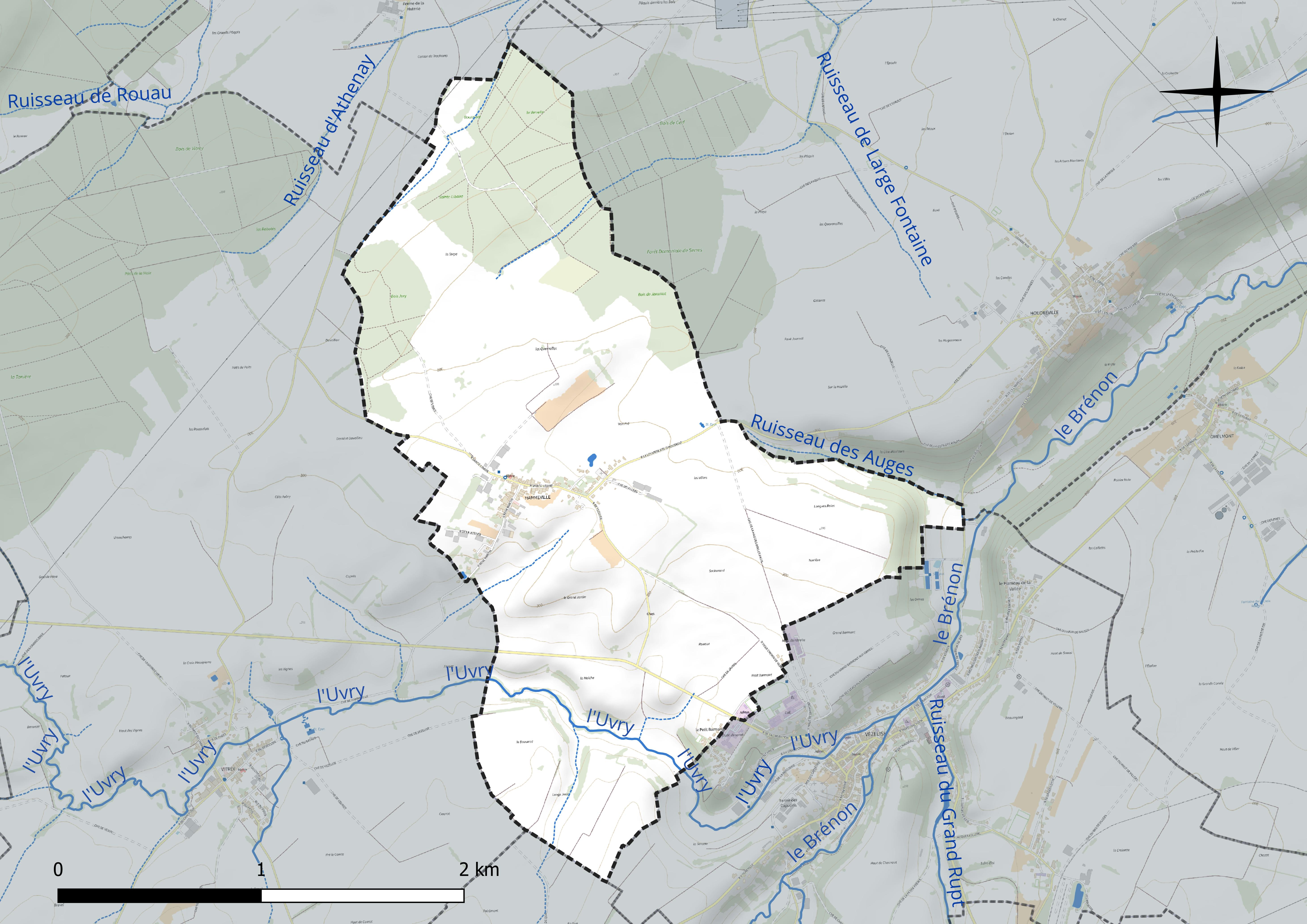
Réseau hydrographique de Hammeville.

### Climat
Pour des articles plus généraux, voir Climat du Grand Est et Climat de Meurthe-et-Moselle.
En 2010, le climat de la commune est de type climat des marges montargnardes, selon une étude du Centre national de la recherche scientifique s'appuyant sur une série de données couvrant la période 1971-2000. En 2020, Météo-France publie une typologie des climats de la France métropolitaine dans laquelle la commune est exposée à un climat semi-continental et est dans la région climatique  Lorraine, plateau de Langres, Morvan, caractérisée par un hiver rude (1,5 °C), des vents modérés et des brouillards fréquents en automne et hiver. 
Pour la période 1971-2000, la température annuelle moyenne est de 9,5 °C, avec une amplitude thermique annuelle de 17 °C. Le cumul annuel moyen de précipitations est de 839 mm, avec 11,7 jours de précipitations en janvier et 9,5 jours en juillet. Pour la période 1991-2020, la température moyenne annuelle observée sur la station météorologique de Météo-France la plus proche, « Nancy-Ochey », sur la commune d'Ochey à 13 km à vol d'oiseau, est de 10,5 °C et le cumul annuel moyen de précipitations est de 810,4 mm. 
La température maximale relevée sur cette station est de 39,6 °C, atteinte le 25 juillet 2019 ; la température minimale est de −19,1 °C, atteinte le 12 janvier 1987,,. 
Les paramètres climatiques de la commune ont été estimés pour le milieu du siècle (2041-2070) selon différents scénarios d'émission de gaz à effet de serre à partir des nouvelles projections climatiques de référence DRIAS-2020. Ils sont consultables sur un site dédié publié par Météo-France en novembre 2022.

## Urbanisme

### Typologie
Au 1er janvier 2024, Hammeville est catégorisée commune rurale à habitat dispersé, selon la nouvelle grille communale de densité à sept niveaux définie par l'Insee en 2022.
Elle est située hors unité urbaine. Par ailleurs la commune fait partie de l'aire d'attraction de Nancy, dont elle est une commune de la couronne,. Cette aire, qui regroupe 353 communes, est catégorisée dans les aires de 200 000 à moins de 700 000 habitants,.

### Occupation des sols
L'occupation des sols de la commune, telle qu'elle ressort de la base de données européenne d’occupation biophysique des sols Corine Land Cover (CLC), est marquée par l'importance des territoires agricoles (74,5 % en 2018), une proportion identique à celle de 1990 (74,5 %). La répartition détaillée en 2018 est la suivante : prairies (47,5 %), terres arables (27,1 %), forêts (20,6 %), zones urbanisées (4,6 %), zones industrielles ou commerciales et réseaux de communication (0,3 %). L'évolution de l’occupation des sols de la commune et de ses infrastructures peut être observée sur les différentes représentations cartographiques du territoire : la carte de Cassini (XVIIIe siècle), la carte d'état-major (1820-1866) et les cartes ou photos aériennes de l'IGN pour la période actuelle (1950 à aujourd'hui).

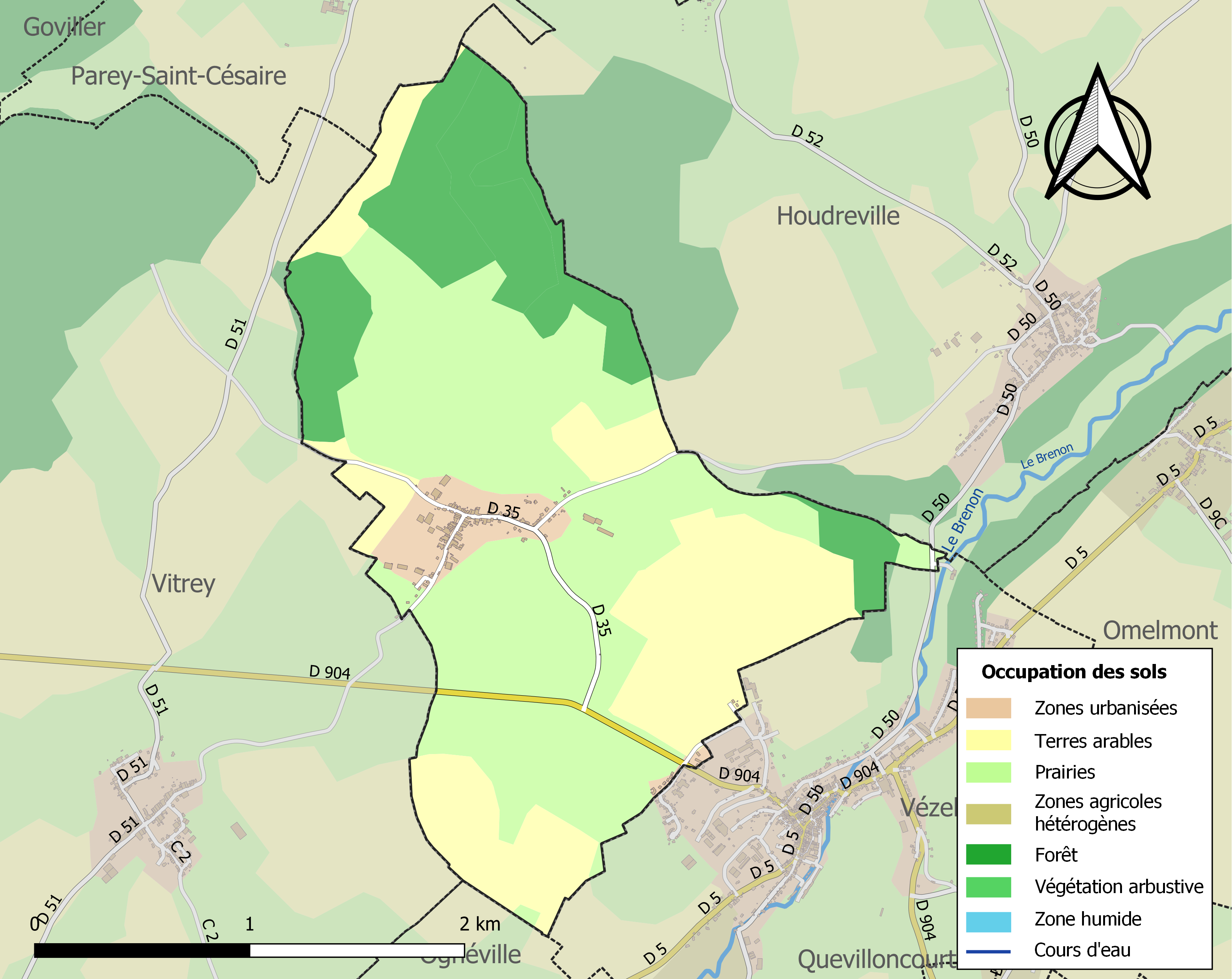
Carte des infrastructures et de l'occupation des sols de la commune en 2018 (CLC).

## Toponymie
Le nom de la localité est attesté sous les formes Hamevilla (1179) ; Hameville (1397) ; Hemmevilla (1413) ; Haméville (1779).

## Histoire
- Présence gallo-romaine.

## Population et société

### Démographie
L'évolution du nombre d'habitants est connue à travers les recensements de la population effectués dans la commune depuis 1793. Pour les communes de moins de 10 000 habitants, une enquête de recensement portant sur toute la population est réalisée tous les cinq ans, les populations de référence des années intermédiaires étant quant à elles estimées par interpolation ou extrapolation. Pour la commune, le premier recensement exhaustif entrant dans le cadre du nouveau dispositif a été réalisé en 2007.

En 2022, la commune comptait 189 habitants, en évolution de +7,39 % par rapport à 2016 (Meurthe-et-Moselle : −0,13 %, France hors Mayotte : +2,11 %).
| 1793 | 1800 | 1806 | 1821 | 1831 | 1836 | 1841 | 1846 | 1851 |
| ---- | ---- | ---- | ---- | ---- | ---- | ---- | ---- | ---- |
| 125  | 125  | 133  | 186  | 200  | 208  | 210  | 209  | 217  |

| 1856 | 1861 | 1872 | 1876 | 1881 | 1886 | 1891 | 1896 | 1901 |
| ---- | ---- | ---- | ---- | ---- | ---- | ---- | ---- | ---- |
| 192  | 191  | 190  | 203  | 184  | 187  | 157  | 143  | 141  |

| 1906 | 1911 | 1921 | 1926 | 1931 | 1936 | 1946 | 1954 | 1962 |
| ---- | ---- | ---- | ---- | ---- | ---- | ---- | ---- | ---- |
| 145  | 129  | 110  | 118  | 122  | 130  | 134  | 109  | 110  |

| 1968 | 1975 | 1982 | 1990 | 1999 | 2006 | 2007 | 2012 | 2017 |
| ---- | ---- | ---- | ---- | ---- | ---- | ---- | ---- | ---- |
| 104  | 110  | 120  | 135  | 149  | 170  | 173  | 170  | 177  |

| 2022 | - | - | - | - | - | - | - | - |
| ---- | - | - | - | - | - | - | - | - |
| 189  | - | - | - | - | - | - | - | - |

## Culture locale et patrimoine

### Lieux et monuments

#### Édifices civils
- Ancienne voie romaine à proximité.
- Vestiges du château fort d'Hammeville attesté dès 1594, acte de dénombrement donné le 17 août 1785 par Melchior François baron de Malvoisin, chanoine de la primatiale de Nancy, qui mentionne un château à double bâtiment flanqué aux quatre coins d'une tourelle.

#### Édifices religieux

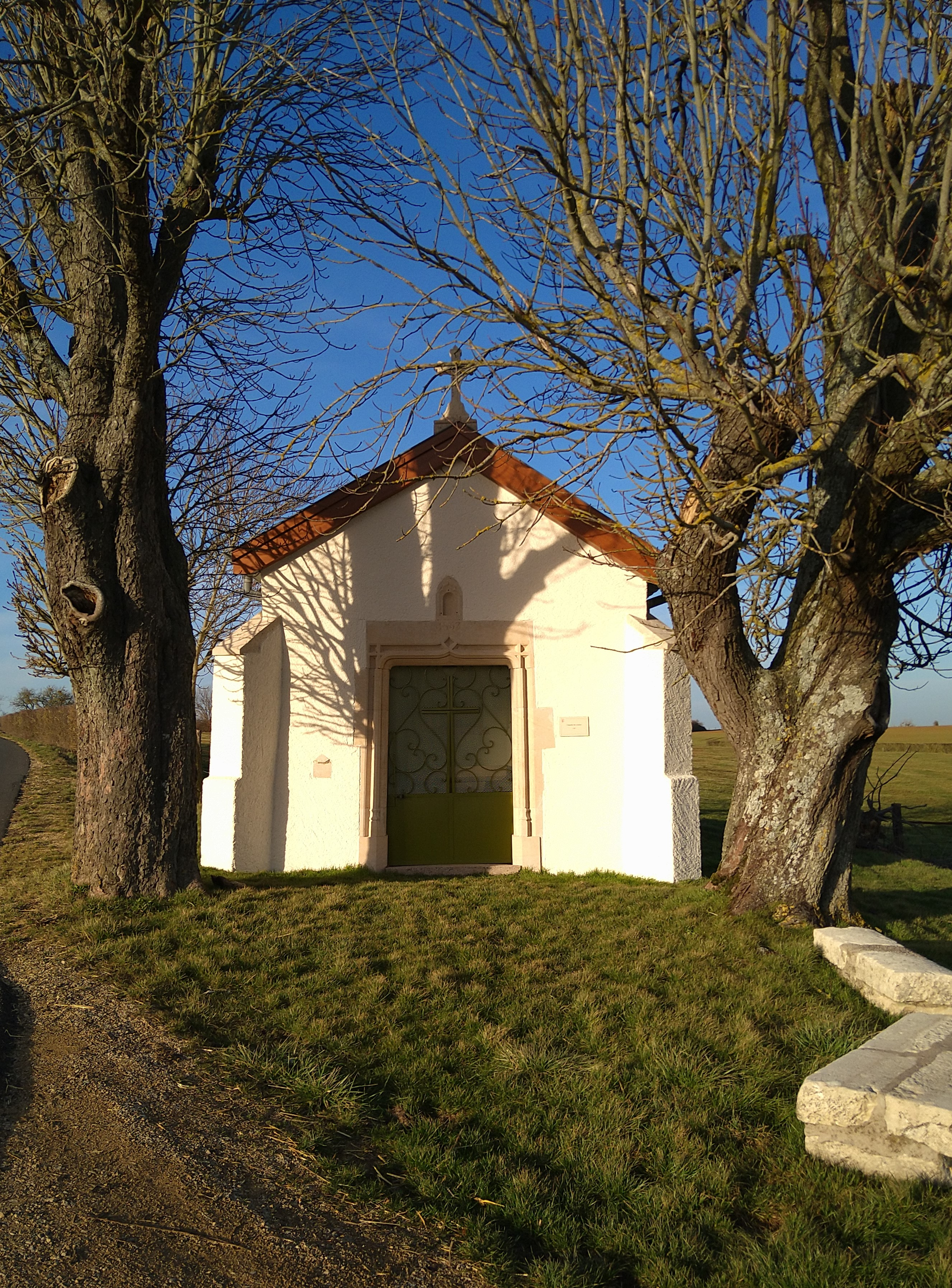
Chapelle Saint-Libaire.

- Église paroissiale Sainte-Libaire reconstruite et agrandie en 1852, sur l'emplacement de l'ancien édifice qui datait de 1720, lui-même remplaçant une très ancienne chapelle dont il reste des vestiges dans le chœur actuel ; elle fut entièrement restaurée en 1967.
- Chapelle Sainte-Libaire élevée en 1785, aux frais de Madeleine Toussaint, veuve de Léopold Huin, qui avait élevé à proximité, en 1770, date portée, la croix Huin ; cédée à la fabrique en 1857, alors qu'elle était en mauvais état, elle fut restaurée cette même année, date portée ; bénie le 9 juin 1858, restaurée en 1975[22].

### Héraldique
| Blason de Hammeville | Blason  | Écartelé : aux 1er et 4e d'azur à un lion d'argent tenant entre ses pattes une croix ancrée d'or, aux 2e et 3e d'argent au lion de sable armé et couronné de gueules. |
| Blason de Hammeville | Détails | Le statut officiel du blason reste à déterminer. |